# Pitcairnův ostrov

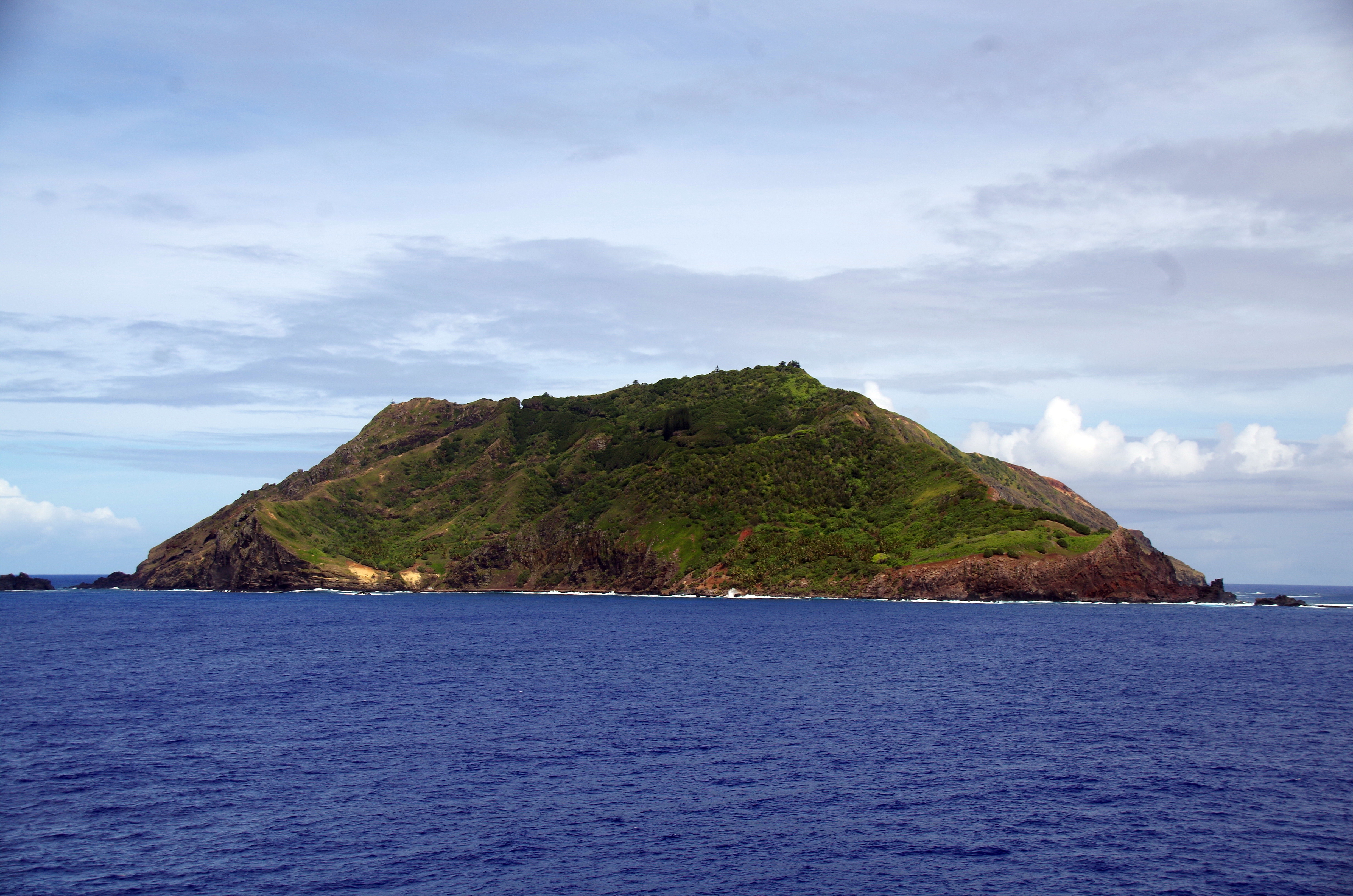
Pitcairnův ostrov

Pitcairnův ostrov je malý vulkanický ostrov v Tichém oceánu. Jde o druhý největší ostrov Pitcairnových ostrovů a jediný, který je obydlený. Na severu ostrova se rozkládá hlavní a jediné lidské sídlo Pitcairnových ostrovů – Adamstown. Ještě v roce 1937 žilo na ostrově 233 lidí – vlivem emigrace, nejčastěji na Nový Zéland, se počet obyvatel snížil na 48 v roce 2014.

## Poloha
Ostrov leží v Tichém oceánu, přibližně 5500 km od Nového Zélandu a Jižní Ameriky.
- 25°04' jižní šířky
- 130°06' západní délky

## Historie
- 2. července 1767 byl ostrov objeven kadetem Robertem Pitcairnem, podle něhož byl následně pojmenován.
- V roce 1790 ostrov obydlili vzbouřenci z lodi Bounty (Angličané) společně s několika tahitskými ženami a souputníky. Založili zde město Adamstown, loď spálili v zátoce Bounty Bay, a část jejich potomků zde žije dodnes, zbytek emigroval.
- Od roku 1838 byl kolonií Spojeného království a v současnosti je souostroví poslední britskou kolonií v jižním Pacifiku.

## Geografie

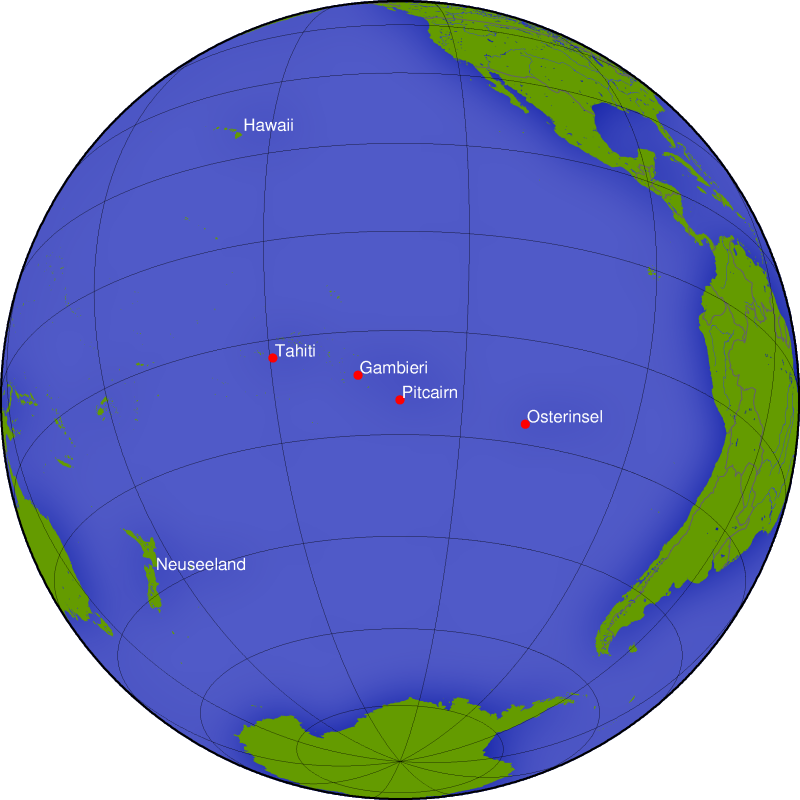
Poloha Pitcairnova ostrova

Na ostrově se nachází vyhaslá sopka Pawala. Sopečná půda na ostrově je velice úrodná, dokonce se zde nacházejí tři sladkovodní prameny.

## Známí rezidenti
- Fletcher Christian (1764–1793)
- John Adams (1768–1829)
- Ned Young (1762–1800)
- Thursday October Christian (1790–1831)
- Joshua Hill (1773–1844?)
- Steve Christian (* 1951) bývalý pitcairnský starosta
- Meralda Warren (* 1959)